# Pseudepipona chlorotica
Pseudepipona chlorotica är en stekelart som först beskrevs av Spinosa.  Pseudepipona chlorotica ingår i släktet Pseudepipona och familjen Eumenidae. Inga underarter finns listade i Catalogue of Life.